# Quan hệ ngoại giao của Nam Sudan
Quan hệ ngoại giao của Nam Sudan là các mối quan hệ giữa Nam Sudan với các nhà nước có chủ quyền cùng các tổ chức quốc tế. Việc hình thành các quan hệ này bắt đầu từ khi Nam Sudan tuyên bố độc lập vào ngày 9 tháng 7 năm 2011. Sudan trở thành nhà nước đầu tiên trên thế giới công nhận.

## Chính sách đối ngoại
Ngay sau khi độc lập, những người điều hành chính sách đối ngoại của Nam Sudan đã cho biết họ sẽ cân bằng các mối quan hệ với các nước phương Tây, các nước châu Phi và các nước thuộc thế giới Ả Rập. Từ khi độc lập, Nam Sudan đã tìm các loại bỏ dần ảnh hưởng trước đây của Sudan, như có kế hoạch giới thiệu tiếng Swahili và định hướng tới khu vực Đông Phi (Sudan được phân thuộc khu vực Bắc Phi).

## Công nhận ngoại giao

Các nước đã công nhận Nam Sudan.
Nam Sudan
Các nước công nhận Nam Sudan

Nhiều chính phủ đã công nhận Nam Sudan là một quốc gia độc lập, hoặc cho biết sẽ công nhận. Sudan là nước đầu tiên làm điều này, từ ngày 8 tháng 7 năm 2011, 1 ngày trước khi độc lập. Bốn quốc gia khác cũng đã công nhận Nam Sudan ngay từ ngày 8 tháng 7. Trên 25 quốc gia đã công nhận nam Sudan vào ngày 9 tháng 7, bao gồm tất cả các thường trực của Hội đồng Bảo an Liên Hợp Quốc.

## Đại diện tại Nam Sudan
Hoa Kỳ đã nâng cấp lãnh sự quán tại Juba thành đại sứ quán ngay từ ngày 9 tháng 7 năm 2011., cùng với Pháp. Sudan đã loan báo sẽ mở đại sứ quán tại Juba, sau khi độc lập, trong khi Ai Cập cho biết sẽ chuyển lãnh sự quán tại Juba thành một đại sứ quán. Anh Quốc cũng đã mở đại sứ quán tại Nam Sudan.
Theo chính quyền Ấn Độ, New Delhi sẽ nâng cấp lãnh sự quán tại Juba thành một đại sứ quán và bổ nhiệm đại sứ tới Nam Sudan.

### Các tổ chức
Nam Sudan đã trở thành một thành viên Liên Hợp Quốc vào ngày 14 tháng 7 năm 2011. Quốc gia này cũng đã gia nhập Liên minh châu Phi vào ngày 27 tháng 7 năm 2011.